# Scorpiops bahunetra
Espèce
Scorpiops bahunetra est une espèce de scorpions de la famille des Scorpiopidae.

## Distribution
Cette espèce est endémique du Maharashtra en Inde. Elle se rencontre dans le district de Nashik.

## Description
Le mâle holotype mesure 53,81 mm, le mâle paratype 50,48 mm et les femelles de 50,32 à 55,82 mm.

## Systématique et taxinomie
Cette espèce a été décrite par Deshpande, Joshi, Ukale, Bastawade, Tang, Gowande, Monod et Sulakhe en 2025.

## Publication originale
- Deshpande, Joshi, Ukale, Bastawade, Tang, Gowande, Monod & Sulakhe, 2025 : « In the rocks: An integrative assessment of Scorpiops Peters, 1861 (Scorpiones: Scorpiopidae) in peninsular India with a description of a new species. » Journal of Asia-Pacific Biodiversity, vol. 18.